# Adriaen van der Donck
Adriaen Cornelissen van der Donck (Breda, 1618 – New Amsterdam, 1655) è stato un avvocato e scrittore olandese, fu anche una prominente figura politica dei Nuovi Paesi Bassi a metà Seicento.

## Biografia
Adriaen van der Donck nacque attorno al 1618 a Breda, nei Paesi Bassi, all'epoca dell'occupazione spagnola, e figlio di Cornelis Gijsbrechtszoon van der Donck e Agatha van Bergen. Il nonno materno, Adriaen van Bergen fu un eroe della guerra contro la Spagna. Si laureò in giurisprudenza all'Università di Leida.
Nonostante il boom economico che stavavano vivendo i Paesi Bassi a metà del Seicento, Van der Donck, affascinato dall'idea della Nuova Olanda, fu ingaggiato dal mercante Killian Van Rensselaer, il quale possedeva una tenuta vicino all'attuale città di Albany e nel 1641 decise di imbarcarsi per il Nuovo Mondo. 
Arrivato in Nordamerica con la nave Den Eykenboom, van der Donck fu impressionato dall'immensità degli spazi naturali della Nuova Olanda.
Il compito affidato a van der Donck consisteva di rendere redditizia la tenuta di Rensselaerwyck, tuttavia egli disattese gli ordini del suo padrone, così iniziò ad apportare migliorie alla tenuta e a esplorare le terre circostanti. Documentò molte cose su queste terre inesplorate e sui nativi amerindiani del luogo. Ormai insoddisfatto del suo ufficio, van der Donck iniziò ad acquistare terreni dagli indiani, volendo creare una colonia di sua fondazione. Saputo dell'attivismo di van der Donck, Van Rensselaer stracciò il contratto nel 1644.
Nel 1645 van der Donck venne chiamato dal governatore Willem Kieft per riannodare il rapporto con i nativi. L'anno successivo Kieft concesse il possesso di ben venticinquemila acri di terra nell'isola di Manhattan e chiamò la sua proprietà Colen Donck. Ormai fattosi una posizione nella colonia, van der Donck iniziò a raccogliere le voci di scontento sull'operato dei governatori Kieft e Stuyvesant, raccolte poi in un diario.
Nel 1648 entrò nel Consiglio dei Nove, di cui ben presto divenne una figura di riferimento. Entrò ben presto in conflitto con il governatore Peter Stuyvesant su come doveva essere gestita la colonia. Il conflitto tra i due rimase in stallo, così fu deciso che la madrepatria dovesse risolverlo. Van der Donck partì per i Paesi Bassi per esporre le sue ragioni ai stati Generali, dove ricevette molta attenzione, però a quell'epoca le Province Unite si trovavano invischiati nella guerra contro l'Inghilterra.
Nel 1653 ritornò nella sua vasta tenuta Nordamerica con la promessa di non impegnarsi più in politica. 
Morì tra il 1655 e il 1656 a seguito di un attacco indiano. Fu sposato con Mary Doughty, una donna di origine inglese, dalla quale non ebbe figli.